# Maurits Schmitz
Maurits Schmitz (Nieuwegein, 31 maart 1993) is een Nederlandse voetballer die speelt als doelman. Schmitz speelde van 2003 tot 2013 in de jeugd van Ajax. Hij kwam via de amateurs van Ajax in 2014 terecht bij Go Ahead Eagles waar hij tot en met juni 2016 onder contract stond. Hierna beëindigde hij zijn profcarrière. Na een korte periode op amateurniveau bij SV Spakenburg beëindigde Schmitz ook zijn amateurcarrière.

## Clubcarrière

### Ajax
In 2002 begon Schmitz met voetballen in de jeugdopleiding van Ajax. Op 8 augustus 2013 werd zijn contract door Ajax met één seizoen verlengd, waardoor hij vastligt tot en met 30 juni 2014. Schmitz debuteerde voor Jong Ajax in de Jupiler League op 14 oktober 2013 tegen Fortuna Sittard. Hij speelde de volledige wedstrijd die met 3–0 werd verloren. Na afloop van de laatste training van Jong Ajax op 16 mei 2014 meldde Ajax via de officiële website dat Maurits Schmitz zal vertrekken bij Ajax wat betekent dat zijn aflopende contract niet zal worden verlengd.

### Ajax zaterdag
Schmitz tekende op 1 september 2014 een eenjarig amateurcontract bij de Ajax zaterdag amateurs. Naast zijn trainingen bij Ajax zaterdag op De Toekomst kan Schmitz ook nog meetrainen bij de profs waar hij zal fungeren als stand-bykeeper van Ajax 1 en Jong Ajax.

### Go Ahead Eagles
Nadat Schmitz de eerste seizoenshelft bij de zaterdagamateurs van Ajax speelde, werd op 22 december 2014 bekendgemaakt dat hij per 1 januari 2015 uit ging komen voor Go Ahead Eagles. Bij Go Ahead Eagles wordt Schmitz de derde doelman achter Mickey van der Hart en Erik Cummins. Op 4 maart 2016 kwam het nieuws naar buiten dat Schmitz na afloop van het seizoen transfervrij overstapt naar Spakenburg. Schmitz speelde geen enkel officieel duel voor het eerste elftal van Go Ahead.

### Powerleague
Sinds 2019 vertoont Schmitz zijn keeperskunsten op de Powerleague velden bij Swift. Hier werd hij in oktober 2019 kampioen van de 1ste divisie met het team genaamd Kaartenhuis.

## Interlandcarrière

### Jeugdelftallen
Als jeugdspeler kwam Schmitz in actie voor Nederland –15, –16, en –17.
| Jeugdinterlands van Maurits Schmitz | Jeugdinterlands van Maurits Schmitz | Jeugdinterlands van Maurits Schmitz | Jeugdinterlands van Maurits Schmitz | Jeugdinterlands van Maurits Schmitz | Jeugdinterlands van Maurits Schmitz |
| Team (№ interlands)                 | Datum                               | Wedstrijd                           | Uitslag                             | Soort Wedstrijd                     | Doelpunten                          |
| Als speler bij Ajax                 | Als speler bij Ajax                 | Als speler bij Ajax                 | Als speler bij Ajax                 | Als speler bij Ajax                 | Als speler bij Ajax                 |
| ----------------------------------- | ----------------------------------- | ----------------------------------- | ----------------------------------- | ----------------------------------- | ----------------------------------- |
| Onder 15 (1.)                       | 11 maart 2008                       | Nederland – België                  | 4 – 2                               | Vriendschappelijk                   |                                     |
| Onder 15 (2.)                       | 15 april 2008                       | Nederland – Zwitserland             | 0 – 2                               | Vriendschappelijk                   |                                     |
| Onder 15 (3.)                       | 17 april 2008                       | Nederland – Zwitserland             | 0 – 2                               | Vriendschappelijk                   |                                     |
| Onder 16 (1.)                       | 11 maart 2008                       | Noord-Ierland – Nederland           | 0 – 2                               | Vriendschappelijk                   |                                     |
| Onder 17 (1.)                       | 24 september 2009                   | Frankrijk – Nederland               | 1 – 2                               | Vriendschappelijk                   |                                     |

## Carrièrestatistieken

### Beloften
| Seizoen | Club      |                    | Competitie     | Competitie | Competitie |
| Seizoen | Club      | Wed.               | Competitie     | Dlp.       |            |
| ------- | --------- | ------------------ | -------------- | ---------- | ---------- |
| 2013/14 | Jong Ajax | Vlag van Nederland | Eerste divisie | 1          | 0          |
| Totaal  | Totaal    | Totaal             | Totaal         | 1          | 0          |

### Senioren
| Seizoen         | Club            |                    | Competitie      | Competitie | Competitie | Beker | Beker | Internationaal | Internationaal | Overig | Overig | Totaal | Totaal |
| Seizoen         | Club            | Wed.               | Competitie      | Dlp.       | Wed.       | Dlp.  | Wed.  | Dlp.           | Wed.           | Dlp.   | Wed.   | Dlp.   |        |
| --------------- | --------------- | ------------------ | --------------- | ---------- | ---------- | ----- | ----- | -------------- | -------------- | ------ | ------ | ------ | ------ |
| 2014/15         | Go Ahead Eagles | Vlag van Nederland | Eredivisie      | 0          | 0          | 0     | 0     | —              | —              | 0      | 0      | 0      | 0      |
| 2015/16         | Go Ahead Eagles | Vlag van Nederland | Eerste divisie  | 0          | 0          | 0     | 0     | 0              | 0              | —      | —      | 0      | 0      |
| Club totaal     | Club totaal     | Club totaal        | Club totaal     | 0          | 0          | 0     | 0     | 0              | 0              | 0      | 0      | 0      | 0      |
| Carrière totaal | Carrière totaal | Carrière totaal    | Carrière totaal | 0          | 0          | 0     | 0     | 0              | 0              | 0      | 0      | 0      | 0      |

Bijgewerkt t/m 10 juli 2021.